# Médressé d'Athènes
La médressé d'Athènes (en grec moderne : Μεντρεσές των Αθηνών) est une ancienne école coranique érigée en 1721 par les Ottomans dans le quartier athénien d'Aérides, au sein de l'ancienne agora romaine. En 1837, l'édifice fut transformé en prison pour hommes par le roi Othon Ier. Il demeura le principal lieu d'incarcération d'Athènes jusqu'à sa fermeture dans les dernières années de règne de Georges Ier.

## Histoire

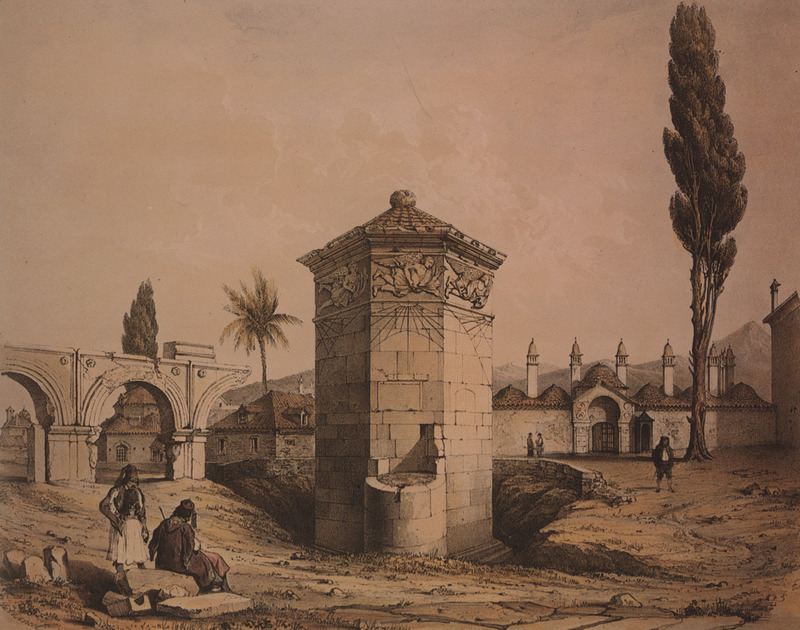
La tour des Vents et la médressé en arrière-plan, sur la droite (Théodose du Moncel, 1842).

L'école fut construite en 1720 ou 1721 par Mehmed Fakhri,,. Elle est située dans le quartier du bazar, cœur économique, politique et religieux de la ville à l'époque ottomane. Lors de la guerre d'indépendance grecque, en 1821, le lieu accueille deux assemblées des autorités ottomanes de la ville,.
En 1824, une liste de l'Hétairie philomuse d'Athènes propose que l'Académie des Beaux-Arts soit hébergée dans l'ancienne école coranique. Dix années plus tard, l'idée est soumise que l'endroit serve à la construction de la cathédrale catholique d'Athènes, mais le projet n'aboutit pas. À partir de 1837, l'ancienne école coranique fut finalement transformée en prison d'après les plans de Christian Hansen (en).
Lors du coup d'État du 3 septembre 1843, Dimítrios Kallérgis ordonna que les prisonniers de la Médressé fussent libérés : de nombreux détenus politiques vinrent ainsi grossir les rangs des insurgés,. En 1952, Yánnis Makriyánnis, héros de la guerre d'indépendance grecque, y fut détenu,. Plusieurs observateurs de l'époque décrivirent les conditions de détention particulièrement difficiles du fait de la surpopulation, de la vétusté et des tortures,,. Le philanthrope français Benjamin Appert, qui visite la prison de la médressé au début du mois d'août 1855, dénombre 130 détenus hommes, dont 21 condamnés à la peine capitale et 7 emprisonnés à perpétuité.
Parmi les autres prisonniers notables de la prison figurent Aristídis Dósios, responsable d'une tentative d'assassinat contre la reine Amélie le 6 septembre 1861 et le poète Achilléas Paráschos (de),. Ce dernier composa en 1861, à l'âge de 23 ans, un poème contre l'oppression bavaroise intitulé « Au platane de la Médressé » (Εις τον πλάτανον του Μεντρεσέ). En effet, des exécutions de Grecs par pendaison eurent vraisemblablement lieu dans les branches d'un grand platane situé au centre de la cour, ce qui participa à la détestation du lieu dans la culture populaire. Cet arbre maudit occupe une place importante dans la création artistique de la Grèce moderne, notamment musicale à travers le rebétiko. Selon la tradition, il aurait été planté par Spýros Bíbisis (el), un klephte rendu célèbre par l'enlèvement de la duchesse de Plaisance en juin 1846,. Cependant, d'après l'historien John Freely, le platane remonterait plutôt à la construction de l'école coranique, voire lui serait antérieur.
En 1898, des émeutiers pénétrèrent dans la prison et la saccagèrent. Le lieu fut ensuite presque entièrement démoli par les autorités en 1914, et les restes du grand platane, frappé par la foudre en 1919, furent abattus. Des fouilles ont été conduites en 2006 et l'espace intérieur sert actuellement de stockage pour les artéfacts mis au jour dans l'agora romaine.

## Architecture
À l'époque de sa construction, l'école coranique est composée de petites cellules sur les ailes sud et est formant une colonnade autour d'une grande cour intérieure. L'entrée principale se situe au sud, par une porte ouvragée en plein cintre encore visible de nos jours,. Une petite mosquée est située dans l'angle nord-est,. La transformation en prison au XIXe siècle entraina la construction de nouvelles ailes côtés nord et ouest entre 1837 et 1845, puis l'ajout d'un étage vers 1850,. Une lithographie tirée des dessins de Théodose du Moncel en 1842 représente l'édifice avec une multitude de petits dômes couverts de tuiles — l'un d'eux subsiste aujourd'hui à droite de la porte d'entrée principale — hérissés de hautes cheminées.
Des vestiges de l'ancienne enceinte d'Athènes construite après le pillage des Hérules en l'an 267-268 apr. J.-C. ont été mis au jour à l'occasion des fouilles,.